# Wahid Amiri
Wahid Amiri (pers. ‏وحید امیری‎; ur. 2 kwietnia 1988 w Chorramabadzie) – irański piłkarz grający na pozycji obrońcy lub pomocnika. Od 2019 roku zawodnik perskiego Persepolis FC.

## Życiorys
W latach 2008–2011 grał w klubach: Datis Lorestan, Kowsar Lorestan i Gahar Zagros. W 2011 roku został piłkarzem Naft Masjed Soleyman. Rok później odszedł do Naftu Teheran. 1 lipca 2016 podpisał kontrakt z Persepolis FC. 21 lipca 2018 odszedł za darmo do tureckiego Trabzonsporu.
W reprezentacji Iranu zadebiutował 4 stycznia 2015 w wygranym 1:0 towarzyskim meczu z Irakiem.